# Giao hội (thiên văn học)

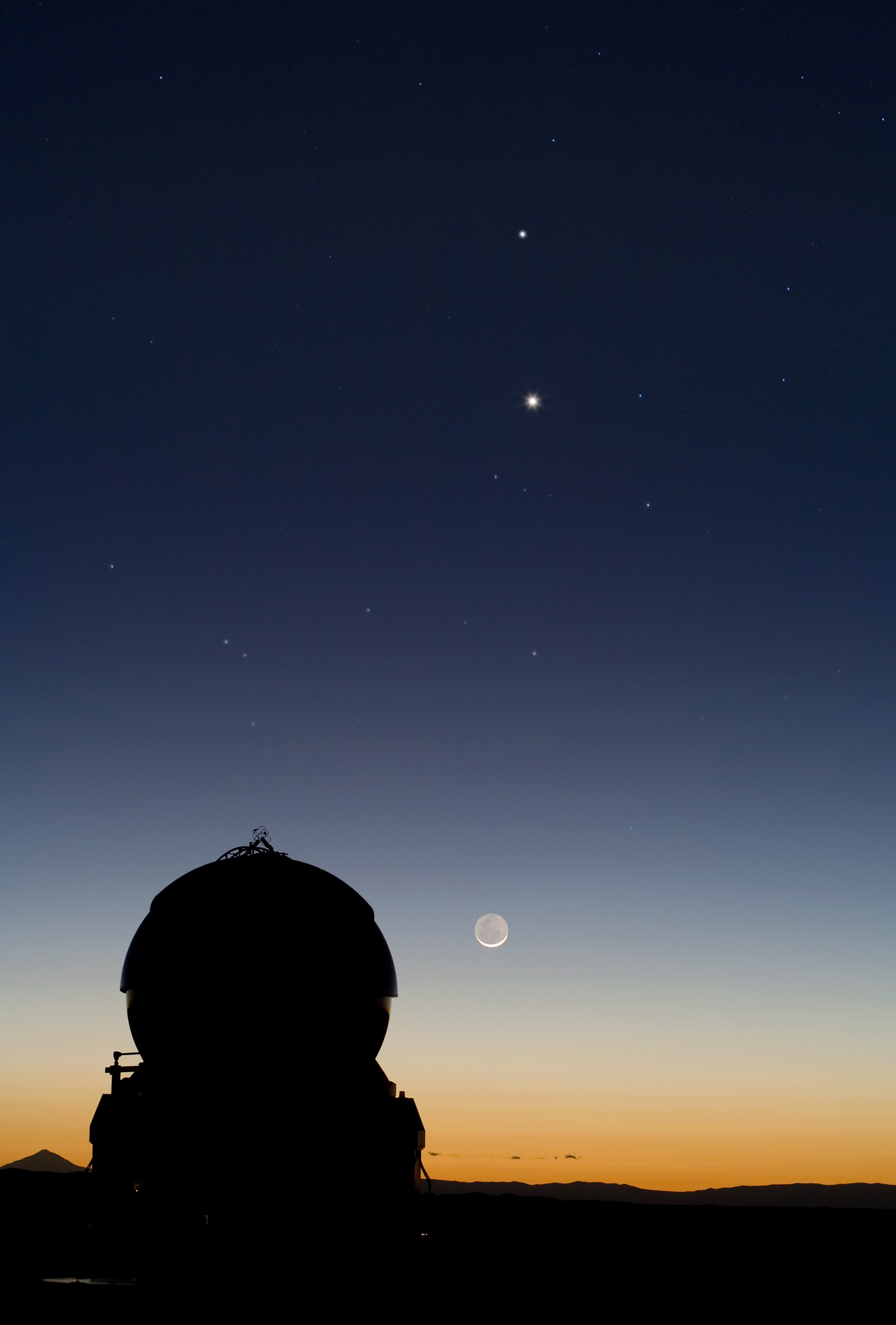
Lần giao hội của Sao Thủy và Sao Kim xuất hiện phía trên Mặt Trăng, nhìn từ Đài quan sát Paranal miền bắc Chile.

Trong thiên văn học, giao hội xuất hiện khi hai hoặc nhiều thiên thể hoặc vệ tinh nhân tạo có cùng một giá trị xích kinh hoặc cùng giá trị hoàng kinh, mà thông thường quan sát từ Trái Đất.
Ký hiệu thiên văn cho giao hội là  (mã Unicode U+260C ☌). Ký hiệu giao hội không còn được sử dụng trong thiên văn học hiện đại. Trong chiêm tinh học người ta vẫn còn sử dụng ký hiệu này.
Khi hai vật thể luôn xuất hiện gần hoàng đạo – như hai hành tinh, Mặt Trăng và một hành tinh, hoặc Mặt Trời và một hành tinh – thực tế này hàm ý một quá trình tiếp cận biểu kiến giữa hai vật thể trên bầu trời. Một thuật ngữ liên quan đến giao hội, appulse, là khoảng cách biểu kiến nhỏ nhất giữa hai vật thể trên bầu trời.
Sự kiện giao hội có thể bao gồm hai thiên thể trong hệ Mặt Trời hoặc gồm một vật thể trong hệ Mặt Trời và một vật thể ở xa hơn, như một ngôi sao. Giao hội là một hiện tượng biểu kiến do vị trí của người quan sát đóng góp vào: hai vật thể tham gia giao hội thực sự không gần nhau trong không gian. Sự giao hội giữa hai vật thể nằm gần hoàng đạo, như hai hành tinh sáng, có thể được quan sát bằng mắt thường.